# Rudolf Höber

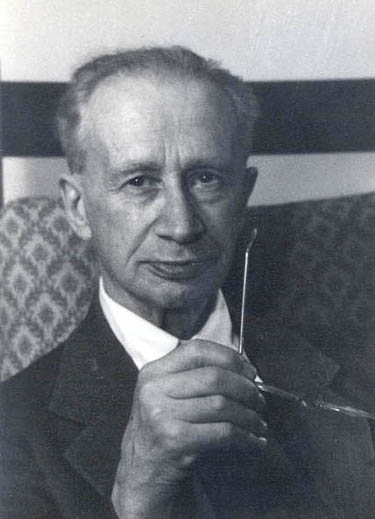
Rudolf Höber

Rudolf Höber (geboren am 27. Dezember 1873 in Stettin; gestorben am 5. September 1953 in Philadelphia) war ein deutsch-amerikanischer Physiologe und Hochschullehrer, der im Jahr 1933 aufgrund der Machtergreifung des NS-Regimes in die USA emigrierte.

## Leben

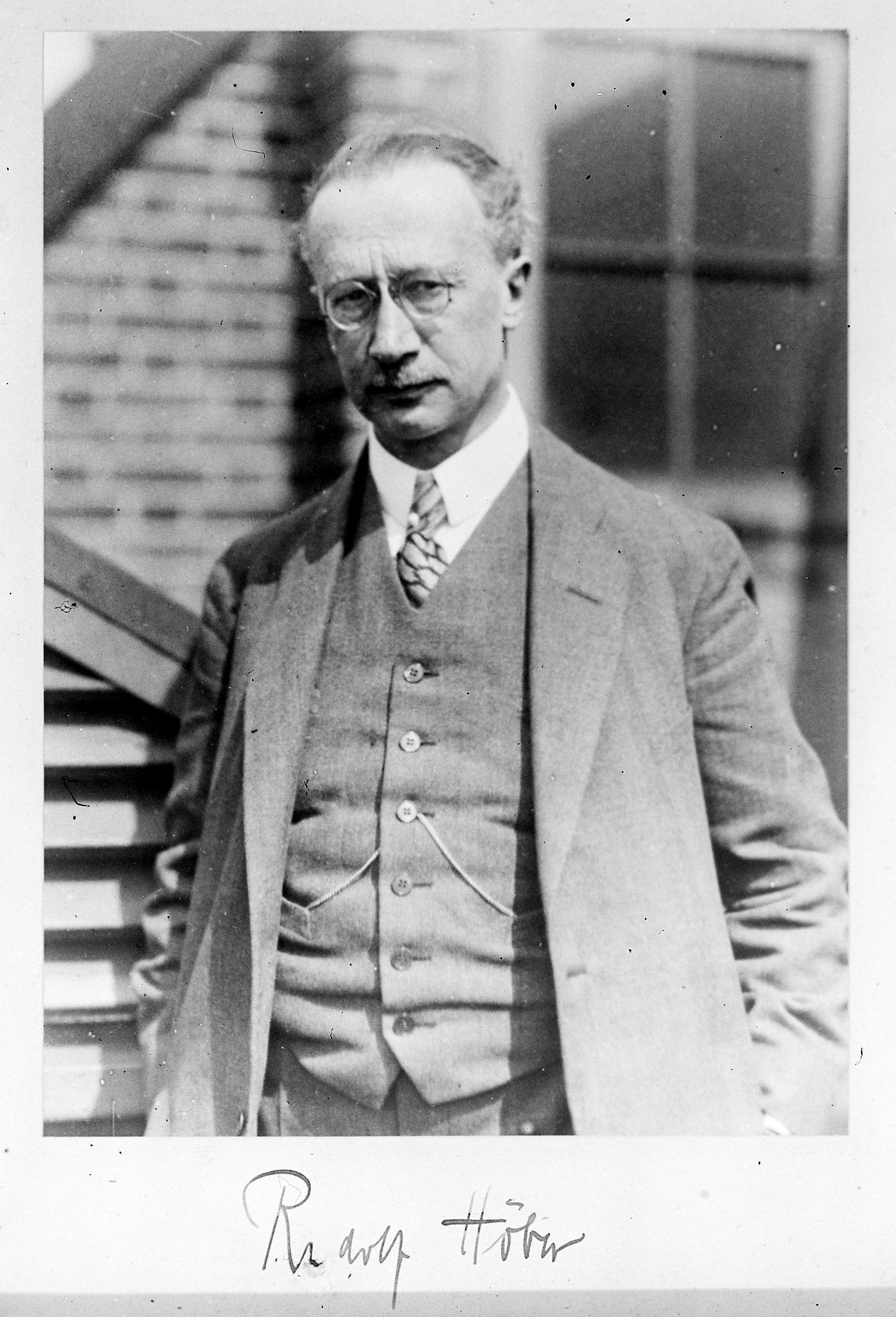
Porträt mit Unterschrift von Rudolf Höber

Rudolf Höber wurde als Sohn des Kaufmanns Anselm Höber und Elieze Köhl geboren. Der Mediziner Isidor Rosenthal war sein Onkel. Einer seiner Großväter war jüdischer Herkunft. Seine Ehefrau (Dr. Josephine M. Höber) führte diesen selbst in die Welt der Medizin ein. Später wurde Dr. Josephine M. Höber eine politische Aktivistin, die sich insbesondere für öffentliche Gesundheitsversorgung und Frauenrechte einsetzte.
Rudolf Höber studierte ab 1892 an der Albert-Ludwigs-Universität Freiburg und der Friedrich-Alexander-Universität Erlangen. An die Universität Erlangen folgte Höber einer Einladung seines Onkels Isidor Rosenthal und legte dort 1898 sein Examen ab. In Erlangen kam dieser mit den physikalisch-chemischen Arbeiten von Walther Nernst in Berührung, welche sein Interesse an den Funktionsweisen biologischer Membranen weckte. Im Jahr 1898 wurde Höber Assistent am Physiologischen Institut der Stadt Zürich und blieb dort, bis er im Jahr 1909 an die Christian-Albrechts-Universität in Kiel ging.
An der Christian-Albrechts-Universität zu Kiel arbeitete er zunächst als Assistent am Physiologischen Institut. Im Jahr 1915 wurde Höber zum ordentlichen Professor ernannt und erhielt die Leitung des Physiologischen Instituts. Mit seinem Buch Physikalische Chemie der Zelle und der Gewebe (1902) erhielt er allgemeine Bekanntheit und legte mit seiner Arbeitsgruppe, zu welcher auch Otto Meyerhof (Nobelpreis 1922) gehörte, den Grundstein der modernen Membranphysiologie. Zum Jahreswechsel 1930 / 1931 wurde Rudolf Höber Rektor der Christian-Albrechts-Universität zu Kiel.
Die Zeit als Rektor war belastet durch Auseinandersetzungen mit nationalsozialistischen Studierenden. Höber geriert  nach der Machtübernahme der Nationalsozialisten aufgrund seiner jüdischen Abstammung in das Visier des NS-Regimes. Im April des Jahres 1933 wurde eines seiner Seminare von Nationalsozialisten gestürmt. Man drohte diesem mit dem Tod, sollte er seine Lehrtätigkeit nicht einstellen. Nach wenigen Tagen setzte Höber seinen Unterricht fort. Auf Grundlage des §3 des Gesetztes zur Wiederherstellung des Berufsbeamtentums  wurde Höber 1933 in den Ruhestand versetzt und verlor seine Lehrstelle an der CAU.
Höber war von 1919 bis 1933 Mitglied der Deutschen Demokratischen Partei beziehungsweise der Deutschen Staatspartei. Außerdem gehörte er dem demokratischen Wehrverband Reichsbanner Schwarz-Rot-Gold an. In den 1920er Jahren schließt sich Höber anderen führenden Wissenschaftlern an, die sich gemeinsam für die Dekriminalisierung homosexueller Beziehungen einsetzten.

## Zeit nach der Emigration
Ende Oktober 1933 emigrierte Rudolf Höber gemeinsam mit seiner Ehefrau Josephine Marx nach England, wo er am Physiologischen Institut der Universität London als Gastprofessor aufgenommen wurde. Bereits im Dezember desselben Jahres erhielt er ein Angebot für eine Position als gastwissenschaftlicher Professor an der Medizinischen Fakultät der Universität von Pennsylvania in Philadelphia. Dort konnte Höber seine wissenschaftliche Arbeit fortsetzten. Im Jahr 1940 wurde Höber die amerikanische Staatsbürgerschaft verliehen. Trotz seiner dauerhaften Emigration blieb der Kontakt zu seiner früheren Wirkungsstätte bestehen. Höber stand weiterhin in brieflichem Austausch mit ehemaligen Kollegen der Christian-Albrechts-Universität zu Kiel und wurde im Jahr 1948 offiziell als Emeritus in die Reihen der Medizinischen Fakultät der Universität Kiel wiederaufgenommen. Rudolf Höber verstarb am 5. September 1953 in Philadelphia im US-Bundesstaat Pennsylvania.

## Erinnerung & Ehrung
Die Erinnerung an den Physiologen Rudolf Höber wird in Kiel insbesondere durch zwei institutionalisierte Formen der Gedenkkultur aufrechterhalten. Zum einen erinnert die Rudolf-Höber-Straße auf dem Gelände der Christian-Albrechts-Universität zu Kiel an ihn. Die Benennung der Straße wurde am 30. August 1979 durch die Ratsversammlung der Stadt Kiel beschlossen.
Zum anderen trägt ein zentraler Neubau der Christian-Albrechts-Universität zu Kiel, das Hensen-Höber-Haus, seinen Namen. Dieses Gebäude vereint verschiedene Einrichtungen der Universität, darunter Teile des Instituts für Physiologie, in welchem Höber einst gewirkt hatte.

## Veröffentlichungen (Auswahl)
- Physikalische Chemie der Zelle und der Gewebe. 1902.
- Eine Methode die elektrische Leitfaehigkeit im Innern von Zellen zu messen. In: Arch. Ges. Physiol. Band 133, 1910, S. 237–259.
- Ein zweites Verfahren die Leitfaehigkeit im Innern von Zellen zu messen. In: Arch. Ges. Physiol. Band 148, 1912, S. 189–221.
- Messungen der inneren Leitfaehigkeit von Zellen III. In: Arch. Ges. Physiol.Band 150, 1913, S. 15–45.
- Lehrbuch der Physiologie des Menschen. 1919.

## Weitere Literatur
- Dietrich Trincker: Höber, Rudolf. In: Neue Deutsche Biographie (NDB). Band 9, Duncker & Humblot, Berlin 1972, ISBN 3-428-00190-7, S. 301 f. (Digitalisat).
- Salomon Wininger: Große jüdische National-Biographie. Band 7. Czernowitz, 1936, S. 83 f.
- Höber, Rudolf, in: Michael Grüttner: Ausgegrenzt: Entlassungen an den deutschen Universitäten im Nationalsozialismus. Biogramme und kollektivbiografische Analyse, de Gruyter/Oldenbourg, Berlin/Boston 2023, ISBN 978-3-11-123678-0, S. 143.
- Höber, Rudolf Otto, in: Werner Röder; Herbert A. Strauss (Hrsg.): International Biographical Dictionary of Central European Emigrés 1933–1945. Band II, 1. München: Saur, 1983, ISBN 3-598-10089-2, S. 524.
- Joseph Walk (Hrsg.): Kurzbiographien zur Geschichte der Juden 1918–1945. Hrsg. vom Leo Baeck Institute, Jerusalem. Saur, München 1988, ISBN 3-598-10477-4, S. 158.
- Holger Münzel: Max von Frey. Leben und Wirken unter besonderer Berücksichtigung seiner sinnesphysiologischen Forschung. Würzburg 1992 (= Würzburger medizinhistorische Forschungen, 53), S. 189 (Rudolf Höber).
- Höber, Rudolf, in: Peter Voswinckel: Biographisches Lexikon der hervorragenden Ärzte der letzten fünfzig Jahre. Band III Nachträge und Ergänzungen, Georg Olms Verlag, Hildesheim 2002, ISBN 3-487-11659-6, S. 656 f.